# Dama cu hermină
 Doamna cu hermină  este o pictură realizată de Leonardo da Vinci între anii 1483 și 1490, aflată la Muzeul Czartoryski din Cracovia, Polonia. Subiectul portretului este Cecilia Gallerani, și pictat în perioada cind ea a fost amanta lui Ludovico Sforza, Duce de Milano, Leonardo fiind în slujba ducelui. Pictura este una din cele patru portrete de femei pictate de Leonardo, celelalte fiind Mona Lisa, Ginevra de' Benci si La belle ferronnière (frumoasa fierăriță). Acesta este în prezent în curs de afișat la Wawel Royal Castle iar domiciliul picturii e Muzeul Czartoryski, Cracovia, Polonia.
Leonardo a pictat acest portret în timp ce lucra la Milano pentru Lodovico Sforza, unul dintre cei mai bogați și puternici principi ai Renașterii din Italia.

## Subiectul și simbolism
Portretul e numit „Dama cu hermină” și a fost pictat în ulei pe panoul de lemn. Tehnica de vopsea pe bază ulei a fost relativ nouă în Italia în acea perioadă. Protagonista a fost identificată cu certitudine rezonabilă ca fiind Cecilia Gallerani, amanta angajatorului lui Leonardo, Ludovico Sforza.
Cecilia Gallerani a fost o membră a unei familii mari, care nu era nici bogată, nici nobilă. Tatal ei a servit pentru un timp la curtea ducelui. La momentul pictării portretului, ea avea aproximativ 16 ani. A fost logodită, la vârsta de aproximativ 10 ani cu un tânăr nobil din casa lui Visconti, dar căsătoria a fost anulată. Cecilia a devenit amanta ducelui și i-a născut un fiu, dar ducele a ales să se căsătorească cu o femeie dintr-o familie nobilă, Beatrice d'Este.